# Bigger Than My Body
Bigger Than My Body é o primeiro single do álbum Heavier Things, o segundo da discografia de John Mayer.
No mesmo ano de seu lançamento, a música fez parte da trilha-sonora da novela Celebridade.

## Faixas
1. "Bigger Than My Body" (John Mayer) - 4:26
2. "Kid A" - 2:52 - Radiohead cover
3. "Tracing" (Mayer) - 3:18

## Desempenho nas Paradas Musicais
| Ano  | Ranking                           | Posição |
| ---- | --------------------------------- | ------- |
| 2003 | New Zealand Top 40                | #21     |
| 2003 | Australia Singles Top 50          | #38     |
| 2003 | UK Singles Top 75                 | #72     |
| 2003 | USA Singles Top 100               | #33     |
| 2003 | Billboard Top 40 Mainstream       | #22     |
| 2003 | Billboard Top 40 Tracks           | #17     |
| 2003 | Digital Sales Top 10              | #1      |
| 2003 | World Singles Top 40              | #39     |
| 2004 | Billboard Top 40 Adult Recurrents | #17     |
| 2004 | Billboard Hot 100                 | #33     |
| 2004 | Billboard Adult Top 40            | #4      |
| 2004 | Billboard Adult Contemporary      | #27     |